# 中野亜里
中野亜里（なかの あり、1960年 - 2021年1月9日）は、日本のベトナム政治学者。夫は川根真也。

## 来歴
滋賀県大津市出身。筆名・中川明子。1983年日本大学国際関係学部卒業、1988年慶應義塾大学大学院法学研究科政治学専攻博士課程満期退学、1992年「ベトナム社会主義共和国の外交 東南アジア地域情勢に対する認識と外交政策」で博士（法学）。2010年大東文化大学国際関係学部教授。
2021年1月10日、癌性腹膜炎のため北海道札幌市の病院で死去。60歳没。

## 著書
- 『ベトナム 「工業化・近代化」と人々の暮らし』(新アジア生活文化読本 三修社, 1998.6
- 『現代ベトナムの政治と外交 国際社会参入への道』暁印書館, 2006.12
- 『ベトナムの人権 多元的民主化の可能性』福村出版, 2009.4

### 共著編
- 『ベトナム戦争の「戦後」』編. めこん, 2005.9
- 『入門東南アジア現代政治史』遠藤聡, 小高泰, 玉置充子,増原綾子共著. 福村出版, 2010.3

### 翻訳
- ボー・グエン・ザップ『忘れられない年月 フー・マイによる聞き書き』(アジア文化叢書 穂高書店, 1992.2
- タイン・ティン『ベトナム革命の内幕』中川明子訳. めこん, 1997.10
- リスベス・スルイター『母なるメコン、その豊かさを蝕む開発』柿崎一郎, 高橋宏明共訳. めこん, 1999.5
- タイン・ティン『ベトナム革命の素顔』中川明子訳. めこん, 2002.4
- フイ・ドゥック『ベトナム:勝利の裏側』めこん, 2015.12